# Hiệp hội Cờ vua Chuyên nghiệp
Hiệp hội Cờ vua Chuyên nghiệp (tiếng Anh: Professional Chess Association - PCA), tồn tại từ năm 1993 đến năm 1996, là một tổ chức đối thủ của FIDE, tổ chức cờ vua quốc tế. PCA được Garry Kasparov và Nigel Short tạo ra vào năm 1993 để thực hiện việc tiếp thị và tổ chức giải vô địch thế giới cờ vua của họ.

## Hình thành
Năm 1993, Nigel Short đã chiến thắng Giải đấu Ứng viên và đủ tiêu chuẩn là người thách đấu với Garry Kasparov cho Giải vô địch cờ vua thế giới.
Theo quy định của FIDE, giá thầu cho trận chung kết Giải vô địch thế giới nên được quyết định bởi ba bên - FIDE, Nhà vô địch thế giới (Kasparov) và Người thách đấu (Short). Theo Kasparov và Short, chủ tịch FIDE Florencio Campomanes đã phá vỡ các quy tắc này bằng cách đơn giản thông báo địa điểm trúng thầu là Manchester. FIDE lấy được một phần đáng kể thu nhập từ quỹ giải thưởng của Giải vô địch thế giới.
Để đáp lại điều này, Kasparov và Short đã thành lập PCA, bổ nhiệm Bob Rice làm Uỷ viên. Họ đã chơi trận đấu vô địch thế giới dưới sự bảo trợ của tổ chức này vào tháng 10 năm 1993. Trận đấu diễn ra tại Nhà hát Savoy ở London, dưới sự tài trợ của The Times. Kasparov giành chiến thắng áp đảo 12,5-7,5 và trở thành Nhà vô địch cờ vua thế giới PCA.
FIDE tước danh hiệu FIDE World Championship từ tay Kasparov, và thay vào đó tổ chức trận đấu vô địch thế giới cạnh tranh với PCA giữa Anatoly Karpov và Jan Timman, hai người chơi mà Short đã đánh bại để giành chiến thắng trong Giải đấu Ứng viên. Karpov đã thắng trận đấu đó, để trở thành Nhà vô địch cờ vua thế giới FIDE. Lần đầu tiên trong lịch sử cờ vua có hai nhà vô địch thế giới, nhà vô địch thế giới FIDE Karpov và nhà vô địch thế giới PCA Kasparov.

## Chu kỳ 1995
Từ năm 1993 đến năm 1995, PCA đã tổ chức một giải đấu Interzonal và các trận đấu của giải đấu Ứng viên, theo phong cách của vòng loại giải vô địch thế giới FIDE. FIDE cũng có chu kỳ vòng loại riêng, với nhiều người chơi giống nhau chơi trong cả hai vòng loại. Chu kỳ ứng cử viên PCA đã có ứng cử viên GM Viswanathan Anand người Ấn Độ.
Kasparov bảo vệ danh hiệu vô địch thế giới PCA của mình trước Anand tại Trung tâm thương mại thế giới trong trận đấu bắt đầu từ ngày 11 tháng 9 năm 1995. Kasparov thắng 10,5 - 7,5 sau 18 ván.

## Tan rã và sau đó
PCA đã công bố vào tháng 1 năm 1996 rằng họ đã mất nhà tài trợ chính Intel. Vào thời điểm đó Kasparov nói rằng điều này một phần là do sự lựa chọn của anh khi chơi một trận đấu với siêu máy tính Deep Blue của IBM vào cuối năm đó. Tuy nhiên, Kasparov đã tranh chấp gay gắt về vấn đề này và đã đề xuất một lịch sử khác, với việc Intel bỏ tài trợ vào tháng 11 năm 1995, một vài tuần trước khi lên kế hoạch ban đầu cho trận đấu Deep Blue.
PCA đã tan rã ngay sau đó, khiến Kasparov không thể tổ chức một chu kỳ đủ điều kiện phù hợp cho danh hiệu của mình. Cuối cùng anh đã chơi (và thua) một trận đấu với một người thách đấu do chính Kasparov lựa chọn là Vladimir Kramnik, vào năm 2000 (Giải vô địch cờ vua thế giới cổ điển 2000). Trận đấu này được chơi dưới sự bảo trợ của Brain Games.
Khi Kramnik bảo vệ danh hiệu của mình tại Giải vô địch cờ vua thế giới cổ điển 2004, ông đã đặt cho mình danh hiệu "Cổ điển", để nhấn mạnh tính liên tục mà danh hiệu của ông có với truyền thống đánh bại nhà vô địch trước đó. Vì đây là cùng tên với danh hiệu vô địch thế giới PCA của Kasparov, nên chức vô địch thế giới PCA đôi khi được gọi là nhà vô địch thế giới "Cổ điển".
Việc PCA tách ra khỏi FIDE làm làng cờ chia rẽ cuối cùng đã kết thúc với Giải vô địch cờ vua thế giới 2006, trận đấu tái thống nhất giữa Kramnik và nhà vô địch thế giới FIDE Veselin Topalov năm 2005, với chiến thắng của Kramnik.